# 国鉄タム8300形貨車
国鉄タム8300形貨車（こくてつタム8300がたかしゃ）は、かつて日本国有鉄道（国鉄）及び1987年（昭和62年）4月の国鉄分割民営化後は日本貨物鉄道（JR貨物）に在籍した私有貨車（タンク車）である。

## 概要
本形式は、液体サイズ剤専用の15t積二軸貨車である。1962年（昭和37年）12月20日に2両（タム8300・タム8301）が富士重工業で新製された。
積荷の液体サイズ剤は、マレイン変性ロジンの30%水溶液で、製紙用のサイジング（にじみ止め）に使用される薬剤である。鉄に対する腐食性や毒性はない。
所有者は荒川化学工業であり、落成時の常備駅は常磐線の高萩駅であったがその後山陰本線の伯耆大山駅に移動になった。
1979年（昭和54年）10月より化成品分類番号が制定されたが、本形式の専用種別である液体サイズ剤は無害・不燃性の物質であるため、化成品分類番号は標記されなかった。
走り装置は、落成時から二段リンク式で、最高速度は75km/hである。台枠は、長さ7,200mmの平台枠である。
タンク体は、普通鋼（SS400）製、ドーム付きのキセなし直胴タイプである。タンク体の長さは6,360mm、内径は1,700mmである。荷役方式は、積込はマンホールから行う上入れ式、荷卸しは吐出管による下出し式であるが、粘性のある積荷であるため荷卸しには空気圧を併用する。塗色は、黒。
全長は8,000mm、全幅は2,450mm、全高は3,476mm、軸距は4,200mm、自重は10.1t、換算両数は積車2.6、空車1.0、車軸は12t長軸であった。
1987年（昭和62年）4月の国鉄分割民営化時には全車の車籍がJR貨物に継承され、1995年（平成7年）度末時点では全車健在であったが、1997年（平成9年）3月に2両とも廃車となり同時に形式消滅となった。